# Breznica, Žirovnica
Breznica je vas na Gorenjskem, kjer je sedež Občine Žirovnica. Nahaja se ob vznožju karavanške gore Stol. Najbolj je znana kot rojstni kraj slovenskega čebelarja in slikarja Antona Janše, v njeni neposredni bližini pa so rojstni kraji več slovenskih literatov. V Doslovčah se je rodil Fran Saleški Finžgar, na Rodinah Janez Jalen, na Selu pri Žirovnici Jožef Žemlja, v Smokuču Tomo Zupan, v Vrbi na Gorenjskem pa France Prešeren. V Prešernovi hiši v Vrbi se je rodil Anton Vovk, ljubljanski škof. 
Na Breznici ima sedež Župnija Breznica z župnijsko cerkvijo Žalostne Matere božje. V njej je kot župnik med drugim deloval Lovro Pintar, slovenski duhovnik, sadjar, politik in nabožni pisatelj. V cerkvi je tudi novoromanski veliki kamniti oltar iz leta 1878, katerega avtor je Janez Vurnik starejši. Slovenski kipar in podobar Jožef Pavlin je na Breznici postavil spomenik škofa Pogačarja.  
Največja turistična zanimivost vasi je Janšev čebelnjak z izvirnimi poslikavami panjskih končnic. Stoji na mestu, kamor naj bi ga Anton Janša postavil že leta 1877. Za obiskovalce je pot do njega speljana med stanovanjskimi hišami. Možno je tudi kupiti med in obiskati čebelarsko sobo.
Večji del naselja se je razvil pod slemenom Rebra in se na zahodni strani stika z Zabreznico.